# Dactylaspis lobata
Dactylaspis lobata är en insektsart som beskrevs av Ferris 1937. Dactylaspis lobata ingår i släktet Dactylaspis och familjen pansarsköldlöss. Inga underarter finns listade i Catalogue of Life.